# Timea hechteli
Timea hechteli är en svampdjursart som beskrevs av Marcus Lehnert och Heimler 200. Timea hechteli ingår i släktet Timea och familjen Timeidae.
Artens utbredningsområde är Mexikanska golfen. Inga underarter finns listade i Catalogue of Life.